# تروفيو أندراتكس-ميرادور ديس كولومر 2017
تروفيو أندراتكس-ميرادور ديس كولومر 2017 (بالإسبانية: Trofeo Andratx-Mirador des Colomer 2017 )‏ هو سباق دراجات هوائية، وهو الموسم رقم 26 من نفس السباق، وأقيم في 28 يناير 2017، وامتدّ لمسافة 160.3 كيلومتر، وهو أحد سباقات طواف أوروبا للدراجات 2017، وهو من نوع سباق يوم واحد، وقد شارك في السباق 148 متسابقاً ووصل إلى نهايته 78 متسابقاً.
فاز فيه بالمركز الأول تيم فيلانز، وبالمركز الثاني أليخاندرو بالبيردي، وبالمركز الثالث تيسج بنوت، والفائز حسب ترتيب السرعة Rafael Márquez ‏، والفريق الفائز في ترتيب الفرق لوتو سودال 2017.

## الفرق
| فرق عالمية (4)- Bora-Hansgrohe - Lotto-Soudal - Movistar Team - سكاي فرق قارية محترفة (6)- كاجا رورال-سيغوروس 2017 ‏ - Cofidis, Solutions Crédits - Fortuneo-Vital Concept - غازبروم روسفيلو ‏ - نوفو نورديسك 2017 ‏ - رومبوت تشارلز ‏ فرق قارية (6)- أموري وفيتا - برودير ‏ - Equipo Bolivia ‏ - موسم برجس بي إتش 2017 ‏ - موسم يوسكادي مورياس 2017 ‏ - Inteja Dominican Cycling Team ‏ - Nice Cycling Team ‏ فرق وطنية (3)- فريق ألمانيا لركوب الدراجات للرجال 2017‏ - فريق إسبانيا لركوب الدراجات للرجال 2017 ‏ - فريق المملكة المتحدة لركوب الدراجات للرجال 2017 ‏ |  |
| |  |

## التصنيف العام النهائي
| التصنيف العام | التصنيف العام           | التصنيف العام    | التصنيف العام               | التصنيف العام |        |
| الدراج        | الدراج                  | البلد            | الفريق                      | الوقت         | السرعة |
| ------------- | ----------------------- | ---------------- | --------------------------- | ------------- | ------ |
| 1.            | تيم فيلانز              | بلجيكا           | لوتو سودال                  | 4 س 27 د 55 ث |        |
| 2.            | أليخاندرو بالبيردي      | إسبانيا          | موفيستار                    | + 0 ث         |        |
| 3.            | تيسج بنوت               | بلجيكا           | لوتو سودال                  | + 0 ث         |        |
| 4.            | Louis Vervaeke ‏         | بلجيكا           | لوتو سودال                  | + 4 ث         |        |
| 5.            | ديفيد بيلدا             | إسبانيا          | Burgos BH                   | + 5 ث         |        |
| 6.            | بيتر وينينج             | هولندا           | Roompot-Nederlandse Loterij | + 7 ث         |        |
| 7.            | رافال مايكا             | بولندا           | بورا هانسغروه               | + 7 ث         |        |
| 8.            | إيان بوزويل             | الولايات المتحدة | سكاي                        | + 7 ث         |        |
| 9.            | اليكس ارانبورو          | إسبانيا          | Caja Rural-Seguros RGA      | + 7 ث         |        |
| 10.           | فيسينت غارسيا دي ماتيوس | إسبانيا          | إسبانيا                     | + 7 ث         |        |

### الفرق حسب الوقت
| تصنيف الفرق حسب الوقت | تصنيف الفرق حسب الوقت | تصنيف الفرق حسب الوقت | تصنيف الفرق حسب الوقت |        |
| الفريق                | الفريق                | البلد                 | الوقت                 | السرعة |
| --------------------- | --------------------- | --------------------- | --------------------- | ------ |
| 1.                    | لوتو سودال            | بلجيكا                | 13 س 23 د 49 ث        |        |
| 2.                    | سكاي                  | المملكة المتحدة       | + 24 ث                |        |
| 3.                    | Burgos BH             | إسبانيا               | + 28 ث                |        |

## وصلات خارجية
- الموقع الرسمي
- تروفيو أندراتكس-ميرادور ديس كولومر 2017 على موقع إحصائيات الدراجات الإحترافية (الإنجليزية)
- تروفيو أندراتكس-ميرادور ديس كولومر 2017 في موقع Cycling Archives سايكلنج أركايفز